# Басманов Федір Олексійович
Федір Олексійович Басманов (Басманов-Плещеєв) (помер 1571 ?) — опричник, син Олексія Даниловича Басманова, фаворит і, за повідомленнями князя Андрія Курбського та іноземців, які служили в Москві, коханець царя Івана IV Грозного (близько 1565—1570 років).

## Біографія

### Служба государю
Федір разом з батьком і своїм старшим братом Петром посідав вагоме становище в опричному дворі Івана Грозного. Вперше згаданий у 1562 році в розрядних книгах.
У 1562 році під час боротьби Івана IV з його двоюрідним братом князем Старицьким, відразу після падіння Полоцька, Федір, який був тоді риндою, був направлений в Старицю до матері князя, Евфросиньї Старицької з «промовами».
Разом з батьком брав участь у відбитті татарського наступу на Рязань в 1564 році, про що ними були відправлені донесення цареві, за що Олексій і Федір Басманови були відзначені золотими нагородами. У 1566 році Федір Басманов отримав чин кравчого.

У 1568 році саме Федір Басманов під час служби в храмі Успіння в Кремлі оголосив про позбавлення сану митрополита Філіпа (Количева).

Листопада 8-го, в день архистратига Михаїла, коли святий Філіп влаштував своє священодійство у своїй кафедральній церкві, раптом з'явився туди улюбленець царський боярин Басманов, супроводжуваний опричниками. Він наказав прочитати вголос всього народу соборний вирок про позбавлення влади митрополита. І негайно кинулися на нього опричники, зірвали з нього святительський одяг, одягли його в простий і розідраниймонаший одяг, з ганьбою вигнали з церкви і, посадивши на дровні, відвезли в Богоявленський монастир.

В 1569 році командував опричними військами на півдні. Близько 1570 року, коли його батько, видатний боярин і воєначальник, один з ініціаторів опричнини, впав в опалу, то, за повідомленням князя Андрія Курбського, Федір свого батька вбив.
Як вважає історик М. Геллер, свого батька Федір Басманов вбив, щоб довести любов до царя. В оповіданні М. М. Карамзіна батько і син були кинуті у в'язницю разом, і цар заявив, що помилує того з них, хто зуміє вбити іншого. Федір убив батька, але Іван Грозний сказав: «батька свого, зрадив, зрадиш і царя!» і наказав його стратити.
Причиною падіння Басманових було дізнання з приводу зради аріхєпископа новгородського Пімена та інших, влаштоване Іваном Грозним за доносом якогось Петра Волинця. Пімен і новгородські офіційні особи, купці і діти боярські були звинувачені у підготовці переходу Новгорода і Пскова під владу польського короля Сигізмунда Августа. Московськими спільниками Пімена і новгородців назвали трьох високопоставлених опричників: Олексія Басманова, його сина Федора і князя Афанасія Вяземського, а також кількох земських дяків, включаючи Івана Вісковатова. Олексій Басманов був страчений відразу після розгрому Новгорода. Вирок Федору не відомий.
З 1571 року ім'я Федора Басманова більше не згадується, він числиться в боярських списках вибулим. В цьому році він, імовірно, був страчений Іваном IV або ж був засланий з родиною на Білоозеро, де помер в одній з монастирських в'язниць. М. Геллер пише, що Басманов був єдиним із керівників опричнини першого призову, якого цар помилував, відправивши у посилання, а не стративши Г. В. Вернадський також вважав, що Федір був не страчений, а висланий.
Після цього рід Басманових і Плещеєвих фігурує в «Синодиці опальних» Івана Грозного.

### Стосунки з царем
У своїх творах Курбський, до повідомлень якого все ж прийнято ставитися з часткою скептицизму через глибоку неприязнь його до Івана, називає Федора Басманова «царьов коханець». Очевидно, Федір потрапив у фавор до царя ще за життя свого батька Олексія. Курбський обрушується лютими нападками на якогось царського «потаковника», який «дітьми своїми паче Кронових жерців діє», як вважається, натякаючи на вибраний Олексієм спосіб досягти високого становища при дворі.
Інтимний характер відносин Івана Грозного з Федором Басмановим відзначали у своїх записках іноземці, які відвідували в той час Московське царство. Так, Альберт Шліхтінг у своїй «Історії» писав про царя, що той «зловживав любов'ю цього Федора, а він зазвичай підводив всіх під гнів тирана».
Німецький найманець Генріх Штаден, що служив у Росії в 1564—1576 роках опричником, у своїх «Записках про Московію» зазначав: «Олексій [Басманов] і його син [Федір], з яким великий князь віддавався розпусті (pflegte Unzucht mitzutreiben), були вбиті».
В праці С.М. Соловйова «Історія Росії з найдавніших часів» наводиться розповідь ще одного іноземця, Олександра Гваньїні (який жодного разу не був у Москві), про те, що молодий князь Дмитро Оболенський-Овчінін, племінник улюбленця великої княгині Олени Глинської, був страчений через те, що посварився з Басмановим і сказав йому: «Я і мої предки служили завжди з користю государеві, а ти служиш гнусною содомією». В наступний візит Оболенського у палац його відвели в підвал, де він був задушений псарями. Сам Соловйов висловлює сумнів у правдивості цього оповідання.

### Родина
Поріднився з царською сім'єю, одружившись з племінницею покійної цариці Анастасії Романівни — княжною Сицькою. Мав двох синів — Петра (сподвижника Годунова, а пізніше Лжедмитрія), і Івана, на яких ця чоловіча гілка роду Басманових-Плещеєвих обірвалася. Маєток перейшов до дочки Івана Федоровича, Фетинії, що вийшла заміж за царського кравчого князя В. Я. Сулешова.

## У мистецтві

### В музиці
- В опері «Опричник» Чайковського — партія меццо-сопрано (виконується жінками).
- У кантаті «Іван Грозний» і музиці С.Прокоф'єва до однойменного фільму — партія баритона (тенора).
- Персонаж рок-опери «Слово і діло» Павла Смеяна за повістю О. К. Толстого

### В кінематографі

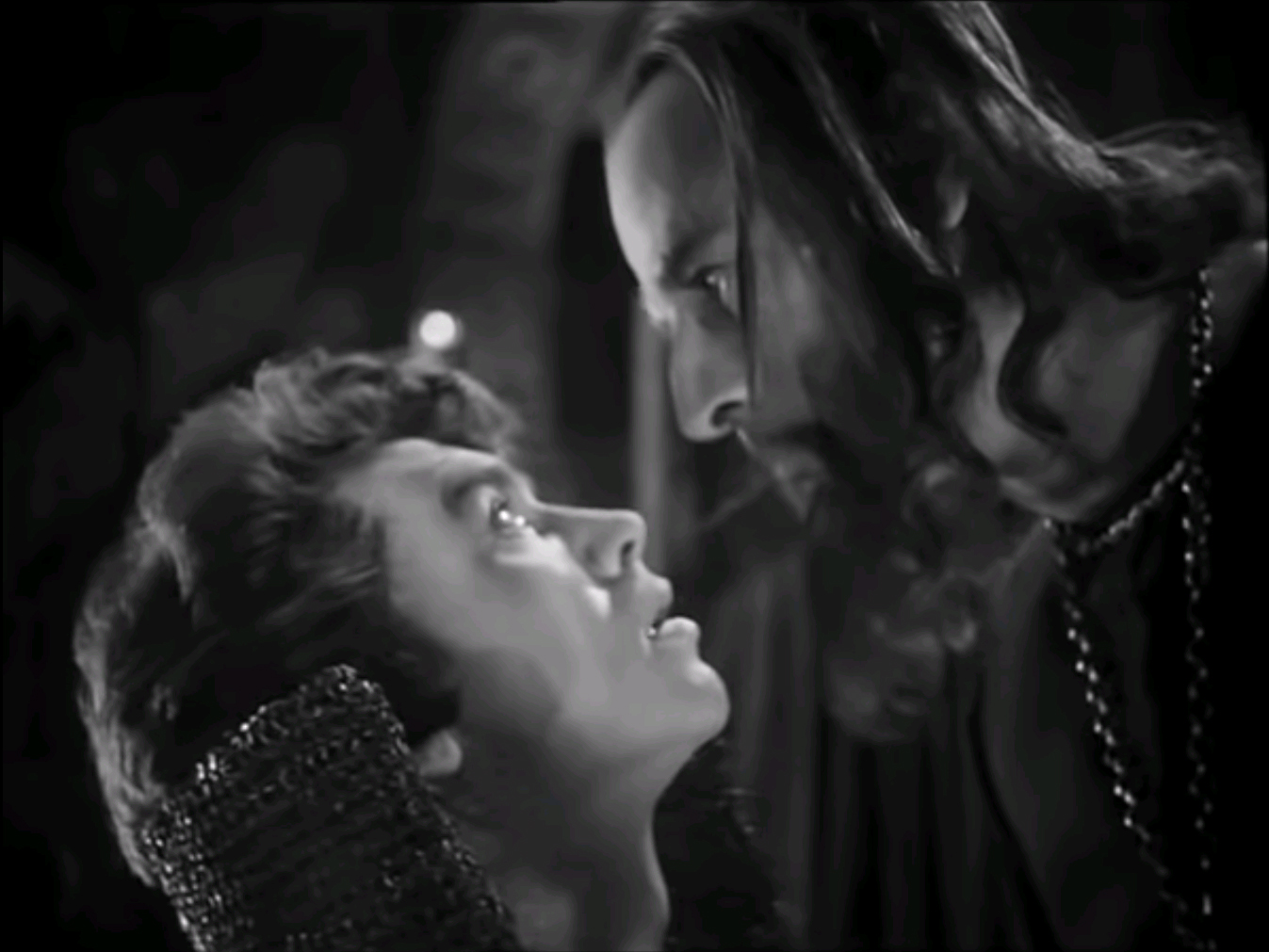
М. Кузнєцов в ролі Федора Басманова, кадр з фільму С. Ейзенштейна «Іван Грозний» (1944)

- У фільмі Ейзенштейна «Іван Грозний» (1944). Виконавець — Михайло Кузнєцов. Знаменита сцена кінострічки Федір Басманов танцює для царя в жіночій сукні.
- У фільмі «Цар Іван Грозний» (1991), екранізації повісті «Князь Срібний». У ролі Басманова — Дмитро Писаренко.
- У фільмі «Іван Федоров» (1991). У ролі Басманова — Валерій Смецкой.
- У фільмі «Гроза над Руссю» (1992), екранізації повісті «Князь Срібний». У ролі Басманова — Сергій Бездушний.
- У фільмі «Цар» 2009 року[13] режисера Павла Лунгіна. В ролі Федора Басманова — Олександр Ільїн[14].
- У телесеріалі «Іван Грозний» (2009)[15] режисера Андрія Ешпая. В ролі Федора Басманова — Дмитро Мурашев.

### У живопису
- А. А. Жаравова. Картина «Федір Басманов з головою страченого Количева у митрополита Філарета».  1898 рік. Самарський обласний художній музей.